# Ryza (malarstwo)

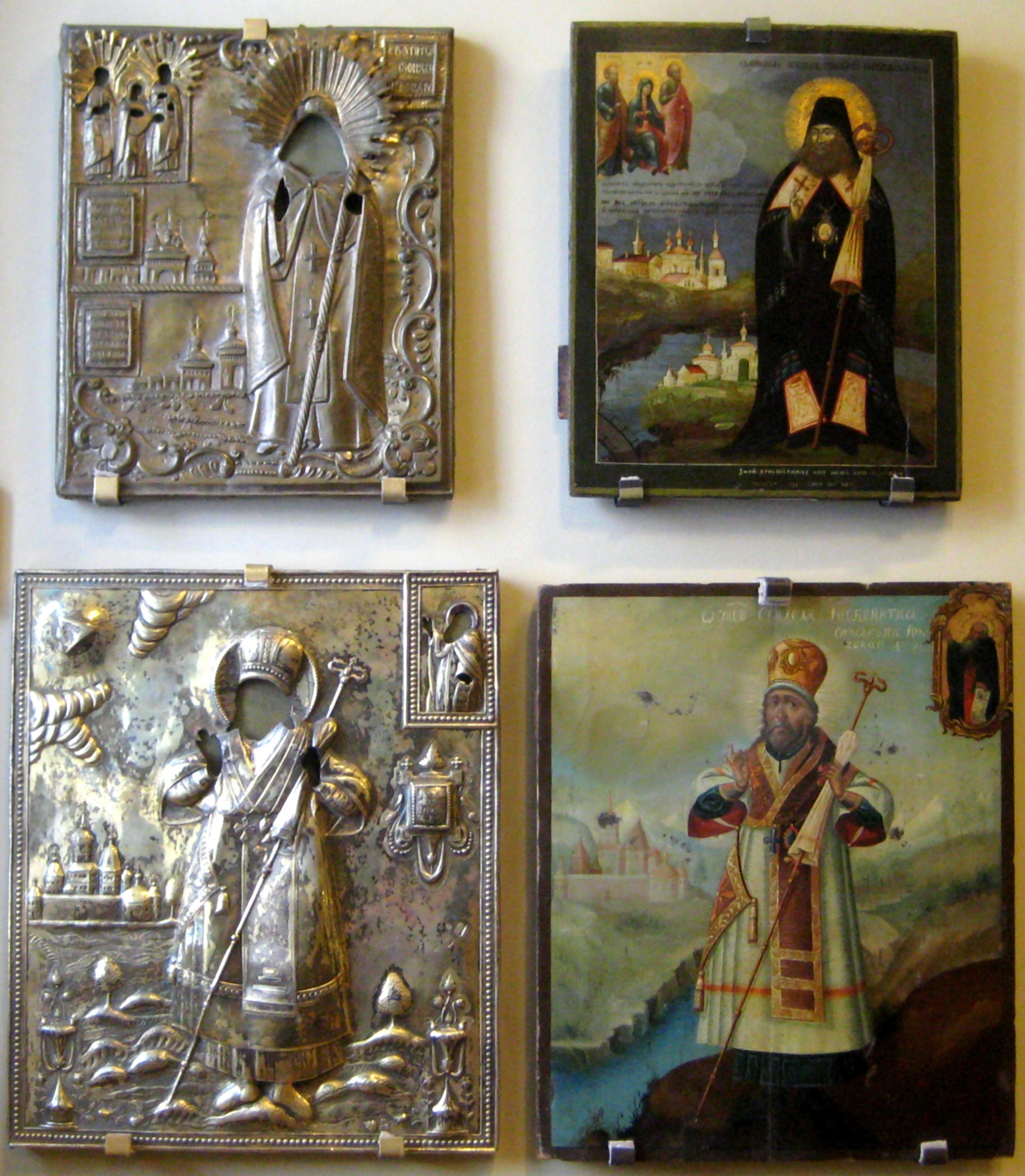
Ikony i ich ryzy

Ryza (ros.: риза – „szata”) – ozdobna metalowa koszulka pokrywająca ikony. Ryzy były stosowane w XV wieku. Ryzy powtarzały zarys postaci, ale przykrywały znaczną część ikony, pozostawiając odkryte jedynie twarze i ręce postaci. Często były wykonywane z cennych materiałów – ze srebra i były ozdabiane kamieniami szlachetnymi